# (6299) Reizoutoyoko
(6299) Reizoutoyoko est un astéroïde de la ceinture principale.

## Description
(6299) Reizoutoyoko est un astéroïde de la ceinture principale. Il fut découvert le 5 décembre 1988 à Yorii par Masaru Arai et Hiroshi Mori. Il présente une orbite caractérisée par un demi-grand axe de 2,87 UA, une excentricité de 0,04 et une inclinaison de 3,2° par rapport à l'écliptique.

## Compléments